# ارباب حلقه‌ها: نبرد برای سرزمین میانه ۲
ارباب حلقه‌ها: نبرد برای سرزمین میانه ۲ (به انگلیسی: The Lord of the Rings: The Battle for Middle-earth II) یک بازی ویدئویی به سبک استراتژی هم‌زمان و منتشر شده توسط شرکت الکترونیک آرتس است. این بازی برای مایکروسافت ویندوز در تاریخ ۲ مارس ۲۰۰۶، و برای اکس‌باکس ۳۶۰ در تاریخ ۵ ژوئیه ۲۰۰۶ عرضه شده و سازنده آن ای‌ای لس‌آنجلس است.
داستان بازی The Battle for Middle-earth II به دو بخش کمپین خیر و کمپین شر تقسیم می‌شود. در کمپین خیر، داستان حول محور گلورفیندل، یکی از الف‌ها می‌چرخد که متوجه نقشه حمله به پناهگاه الف‌ها در ریوندل می‌شود. الف‌ها با کمک دورف‌ها و دیگر نیروهای خیر، تلاش می‌کنند تا سائورون و ارتش او را شکست دهند و صلح را به سرزمین میانه بازگردانند.
در کمپین شر، سائورون نازگول‌ها را می‌فرستد تا گابلین‌های وحشی را جمع‌آوری کنند. سپس با ارتش خود نقشه‌اش را برای نابودی آخرین نیروهای خیر در شمال اجرا می‌کند. نسخه ویندوز بازی در مارس ۲۰۰۶ و نسخه ایکس‌باکس ۳۶۰ در جولای همان سال منتشر شد.
این بازی عموماً نقدهای مثبتی دریافت کرد. منتقدان از ترکیب موفق دنیای ارباب حلقه‌ها با سبک استراتژی بلادرنگ تمجید کردند، هرچند برخی به تعادل نداشتن حالت چندنفره اشاره داشتند. بازی موفق به دریافت جوایز متعددی از جمله جایزه انتخاب سردبیران IGN شد و در پایان مارس ۲۰۰۶ به رتبه چهارم پرفروش‌ترین بازی‌های رایانه‌ای ماه رسید.
بسته الحاقی The Rise of the Witch-king در نوامبر ۲۰۰۶ برای ویندوز منتشر شد که جناح جدید آنگمار، واحدهای جدید و بهبودهایی در گیم‌پلی ارائه می‌داد. سرورهای رسمی بازی برای ویندوز در ۲۰۱۰ و برای ایکس‌باکس ۳۶۰ در ۲۰۱۱ تعطیل شدند، اگرچه بازیکنان ویندوز همچنان می‌توانند از طریق سرورهای غیررسمی به بازی آنلاین ادامه دهند.

## خلاصه داستان
بازی The Battle for Middle-earth II در مناطق شمالی سرزمین میانه جریان دارد و رویدادهای جنگ در شمال را روایت می‌کند. این بازی برای بهبود تجربه بازیکنان، برخی تغییرات نسبت به آثار اصلی جی.آر.آر تالکین و سه‌گانه سینمایی ایجاد کرده است.
چندین شخصیت از نظر ظاهری، توانایی‌ها و نقش‌شان در داستان تغییر کرده‌اند. به عنوان مثال، تام بامبادیل - شخصیتی شاد و اسرارآمیز که در کتاب ارباب حلقه‌ها حضور داشت اما در جنگ شرکت نکرد - در این بازی نقشی رزمی بر عهده گرفته است.
عناصری از رمان هابیت تالکین نیز در بازی دیده می‌شود، از جمله حضور عنکبوت‌های عظیم الجثه جنگل میرکوود. داستان بازی به دو مسیر کمپین خیر و کمپین شر تقسیم می‌شود که هر دو بر نبردهای جناح‌های جدید شامل الف‌ها، دورف‌ها و گابلین‌ها متمرکز هستند.
بازیکنان باید ۹ ماموریت ثابت را در یکی از سطوح دشواری آسان، متوسط یا سخت به پایان برسانند. بین ماموریت‌ها، صحنه‌های روایی برای پیشبرد داستان نمایش داده می‌شود.